# Madalena da Silva
Madalena Fernandes da Silva (* im 20. Jahrhundert in Viqueque, Portugiesisch-Timor) ist eine Politikerin aus Osttimor. Sie ist Mitglied der FRETILIN.
Die indonesische Besatzungszeit (1975–1999) verbrachte Silva in ihrer Heimat Viqueque.
Silva wurde bei den Wahlen 2001 auf Platz 16 der FRETILIN-Liste in die Verfassunggebende Versammlung gewählt, aus der mit der Entlassung in die Unabhängigkeit am 20. Mai 2002 das Nationalparlament Osttimors wurde. In der Versammlung unterstützte Silva die Aufnahme in die Verfassung eines eigenen Abschnitts zum Schutz der Senioren (Abschnitt 20).
Bei den Parlamentswahlen in Osttimor 2007 trat Silva nicht mehr als Kandidatin an.